# Entre Irmãs
Entre Irmãs é um filme brasileiro de 2017, do gênero drama, dirigido por Breno Silveira, com roteiro de Patrícia Andrade baseado no romance A Costureira e o Cangaceiro, de Frances de Pontes Peebles.
Foi convertido em minissérie de quatro capítulos, liberada no streaming Globoplay em 25 de dezembro de 2017 e exibida pela TV Globo de 2 a 5 de janeiro de 2018.
Em 7 de abril de 2024, Entre Irmãs passou a ficar disponível na Netflix no formato de minissérie.

## Sinopse
Em Pernambuco, nos anos 1930, duas irmãs se separam após um trágico acidente. Uma delas vai para a cidade grande e conhece a alta sociedade; a outra passa a conviver com um grupo de cangaceiros.

## Elenco
- Marjorie Estiano como Emília dos Santos Duarte Coelho
- Nanda Costa como Luzia dos Santos (Vitrola)
- Júlio Machado como Antonio Teixeira (Carcará)
- Rômulo Estrela como Degas Coelho
- Cláudio Jaborandy como Dr. Duarte Coelho
- Rita Assemany como Dona Dulce Coelho
- Gabriel Stauffer como Felipe Pereira
- Letícia Colin como Lindalva
- Fábio Lago como Orelha
- Cyria Coentro como Tia Sofia
- Ângelo Antônio como Dr. Eronildes
- Lívia Falcão como Dona Conceição
- Cleyton Alves como Falamansa

## Prêmios e indicações
| Ano  | Prêmio                             | Categoria                | Indicado               | Resultado |
| ---- | ---------------------------------- | ------------------------ | ---------------------- | --------- |
| 2018 | Grande Prêmio do Cinema Brasileiro | Melhor Atriz             | Marjorie Estiano       | Indicado  |
| 2018 | Grande Prêmio do Cinema Brasileiro | Melhor Atriz Coadjuvante | Letícia Colin          | Indicado  |
| 2018 | Grande Prêmio do Cinema Brasileiro | Melhor Ator Coadjuvante  | Cláudio Jaborandy      | Indicado  |
| 2018 | Grande Prêmio do Cinema Brasileiro | Melhor Roteiro Adaptado  | Patrícia Andrade       | Indicado  |
| 2018 | Grande Prêmio do Cinema Brasileiro | Melhor Direção de Arte   | Claudio Amaral Peixoto | Indicado  |
| 2018 | Grande Prêmio do Cinema Brasileiro | Melhor Figurino          | Ana Avelar             | Indicado  |

## Produção
A primeira leitura de roteiro, junto ao elenco, e as trocas de figurino, aconteceram em agosto de 2016. No mês seguinte, em setembro de 2016, iniciaram as filmagens, que se prolongaram até novembro do mesmo ano. Desde o início do projeto, inspirado no romance "A costureira e o Cangaceiro", de Frances de Pontes Peebles, Entre Irmãs foi pensada para ser exibida no cinema e na televisão. Coube a Patrícia Andrade a missão de escrever roteiros nos dois formatos. "A série tem muitas cenas novas, especialmente das protagonistas Emília e Luzia. Temos entre 20 e 30 minutos de material inédito, que desde o início foi pensado e reservado para a TV", explica Patrícia. "Desde o início, pelo tamanho e diversidade da história e pela quantidade de personagens, avaliamos que Entre Irmãs deveria ser uma série também. Então eu e Patrícia Andrade trabalhamos nessa encomenda. A espinha dorsal é a mesma mas, na TV, há pequenas cenas que explicam melhor as personagens", complementa o diretor, Breno Silveira.